# Maria Pitillo
Maria Pitillo est une actrice américaine née le 8 janvier 1966 à Elmira, État de New York (États-Unis).

## Filmographie
Sauf indication contraire, les informations mentionnées dans cette section peuvent être confirmées par la base de données cinématographiques IMDb,  présente dans la section « Liens externes ».

### Cinéma
- 1986 : Mafia Salad (Wise Guys) de Brian De Palma : masseuse
- 1988 :  Les Feux de la nuit (Bright Lights, Big City) de James Bridges : femme à la queue de cheval
- 1988 : Mafia Kid (en) (Spike of Bensonhurst) de Paul Morrissey : Angel
- 1989 : She-Devil, la diable de Susan Seidelman : Olivia Honey
- 1990 : La Fièvre d'aimer (White Palace) de Luis Mandoki : Janey
- 1992 : Chaplin de Richard Attenborough : Mary Pickford
- 1993 : True Romance de Tony Scott : Kandy
- 1994 : Frank & Jesse (en) de Robert Boris : Zee
- 1994 : La Petite star (I'll Do Anything) de James L. Brooks : hôtesse de l'air
- 1994 : Tueurs nés (Natural Born Killers) de Oliver Stone : Deborah
- 1995 : Bye Bye Love de Sam Weisman : Kim
- 1996 : Escroc malgré lui (Dear God) de Garry Marshall : Gloria McKinney
- 1998 : Something to Believe In (en) de John Hough : Maggie
- 1998 : Godzilla de Roland Emmerich : Audrey Timmonds
- 2000 : After Sex de Cameron Thor : Vicki
- 2000 : Dirk and Betty de Robert Bauer et Paul Gordon : Betty

### Télévision

#### Séries télévisées
- 1987 : CBS Schoolbreak Special : Vickie (saison 4, épisode 5)
- 1987-1989 : Ryan's Hope : Nancy Don Lewis (29 épisodes)
- 1989 : Deux Flics à Miami (Miami Vice) : Anna (saison 5, épisode 13)
- 1991 : New York, police judiciaire (Law and Order) : Angel Greer (saison 2, épisode 3)
- 1992 : Middle Ages (en) : Robin (saison 1, épisode 4)
- 1993 : Dingue de toi (Mad About You) : Mimi (saison 1, épisode 18)
- 1993 : South of Sunset (en) : Gina Weston (7 épisodes)
- 1995-1996 : Ménage à trois (Partners) : Alicia Sundergard (22 épisodes)
- 1996 : Out of Order : ? (épisode : Refracted)
- 1998 : In the Loop : ? (épisode ?)
- 1998 : House Rules (en) : Casey Farrell (7 épisodes)
- 1999 : Ally McBeal : Paula Hunt (saison 2, épisode 17)
- 1999 : Demain à la une (Early Edition) : Rebecca Waters (saison 4, épisode 9)
- 2000 : Will et Grace (Will and Grace) : Paula (saison 3, épisode 6)
- 2001-2002 : Providence : Tina Calcatera (42 épisodes)
- 2003 : Friends : Laura (saison 10, épisode 7)
- 2008 : Big Shot : Valérie Cerritas (saison 1, épisode 10)

#### Téléfilms
- 1990 : Le dernier des Capone (The Lost Capone) de John Gray : Annie
- 1991 : Saturday's de Michael Fresco et Ron Lagomarsino : Chelsea
- 1993 : Cooperstown (en) de Charles Haid : Bridget
- 1995 : Escape from Terror: The Teresa Stamper Story (en) de Michael M. Scott : Teresa Walden Stamper
- 1995 : Entre l'amour et l'honneur (Between Love & Honor) de Sam Pillsbury : Maria Caprefoli
- 2000 : Le Village du père Noël (en) (The Christmas Secret) de Ian Barry : Debbie McNeil
- 2006 : The Angriest Man in Suburbia de Barnet Kellman : Allison